# Юриздика
Юриздика (пол. Juryzdyka) — село в Польщі, у гміні Новинка Августівського повіту Підляського воєводства.
Населення — 68 осіб (2011).
У 1975-1998 роках село належало до Сувальського воєводства.

## Демографія
Демографічна структура станом на 31 березня 2011 року:
|          | Загалом | Допрацездатний вік | Працездатний вік | Постпрацездатний вік |
| -------- | ------- | ------------------ | ---------------- | -------------------- |
| Чоловіки | 40      | 11                 | 22               | 7                    |
| Жінки    | 28      | 5                  | 12               | 11                   |
| Разом    | 68      | 16                 | 34               | 18                   |